# Johannes Cocceius
Johannes Cocceius (Brema, 9 agosto 1603 – Leida, 5 novembre 1669) è stato un teologo ed ebraista tedesco.
Ebraista e teologo tedesco ed olandese, Johann Koch (in latino Johannes Cocceius, comunemente in italiano Cocceio), insegna successivamente a Brema, Franeker (Frisia) e Leida (Olanda).
Applica i suoi talenti esegetici alla teologia federale (la teologia riformata del Patto) nella quale integra sistematicamente la progressione storica che osserva nell'economia divina dell'Antico e del Nuovo Testamento.
Le opere di Cocceio includono commentari, opere di teologia biblica, inclusa "La dottrina dei patti e del testamento di Dio" (Summa doctrina de foedere et testamentum Dei) (1648 e volumi di filosofia, dogmatica ed etica. Le sue opere maggiori, la Summa doctrinae (1648-1653) e Summa theologiae (1662) riflettono il suo approccio anti-scolastico alla teologia, come pure un profondo interesse per la storia della salvezza.  Cocceio ha contribuito a rivitalizzare  la teologia nelle chiese riformate.
Cocceio cerca di formulare una dogmatica biblica più vicina alla fede che alla speculazione teologica . Per parlare del rapporto fra Dio e l'umanità, rispetto alla teologia riformata classica, Cocceio usa più volentieri il concetto di Patto più che di decreti eterni, interpretando il rapporto di Dio con la creazione in modo dinamico. Cocceio definisce il Patto come "null'altro che una divina dichiarazione sul metodo di percepire l'amore di Dio ed ottenere unione e comunione con lui"). Sebbene sia stato stabilito per iniziativa divina, il patto richiede la risposta dell'uomo. Come negli sviluppo precedenti della  teologia federale Cocceio opera una distinzione fra patto d'opere e patto di grazia. Quando il primo era stato violato con la disubbidienza, è stata stabilita una via di salvezza alternativa nel patto di grazia, che Cocceio divide in periodi diversi. Il  punto culminante della serie di patti in un compimento futuro, dà al suo sistema un forte carattere escatologico.
La sua lettura storica dell'Antico Testamento lo conduce, fra l'altro, a contestare che il comandamento d'osservare il riposo sabbatico sia stato stabilito nel paradiso terrestre. Queste ed altre concezioni, fanno sorgere controversie che continuano sin dopo la sua morte. I suoi seguaci, più tardi, combineranno il suo sistema teologico con la filosofia cartesiana, la cosiddetta "scuola cocceio-cartesiana", orientata all'esegesi allegorica e tipologica.
I commentari di Cocceio su vari libri dell'Antico Testamento ed il suo Lexicon ebraico (1669), sono stati ampiamente utilizzati in circoli riformati fino al XIX secolo. Cocceio eserciterà una rilevante influenza su Franz Burmann (1628-1679) e Herman Witsius (1636-1708).
Cocceio muore di peste nel 1669.